# Аджиджа
 Тази статия е за селото в Румъния.  За общината вижте Аджиджа (община).  
Аджиджа (на румънски: Agigea, [aˈd͡ʒid͡ʒe̯a]) е село в югоизточна Румъния, административен център на община Аджиджа в окръг Кюстенджа. Населението му е около 4853 души (31 октомври 2011).
Разположен е на 9 m надморска височина в Долнодунавската равнина, на брега на Черно море и на 10 km южно от центъра на Кюстенджа. През XIX век селището има предимно татарско и гръцко население, но след присъединяването на Северна Добруджа към Румъния през 1879 година се разраства за сметка на заселници от Влашко и Молдова. Днес 8% от жителите са татари.